# Huntington Medal Award
Der Huntington Medal Award (eigentlich Archer M. Huntington Medal genannt) der American Numismatic Society ist eine der ehrenvollsten Auszeichnungen auf dem Gebiet der Numismatik.
Die Auszeichnung wird von der Gesellschaft in New York in Würdigung des Lebenswerkes eines bedeutenden Numismatikers verliehen. Ihren Namen trägt sie zu Ehren von Archer Milton Huntington. Die Medaille wurde 1908 von Emil Fuchs anlässlich des 50-jährigen Jubiläums der Gesellschaft entworfen. 2023 wurde die Medaille von Eugene L. Daub neu gestaltet.
Die Medaille in Silber wird seit 1918 alljährlich vergeben.

## Inhaber der Medaille
- 1918 Edward T. Newell
- 1919 Agnes Baldwin Brett
- 1920 Howland Wood
- 1921 Ioannis N. Svoronos
- 1922 Ernest Babelon
- 1923 George F. Hill
- 1924 Albert R. Frey
- 1925 George MacDonald
- 1926 José Toribio Medina Zavala
- 1927 Robert James Eidlitz
- 1928 Eduard von Zambaur
- 1929 Kurt Regling
- 1930 Bauman L. Belden
- 1931 Harrold E. Gillingham
- 1932 Adolph Dieudonné
- 1933 Wilhelm Kubitschek
- 1934 Adrien Blanchet
- 1935 E. Stanley G. Robinson
- 1936 John Allen
- 1937 Sydney P. Noe
- 1938 Harold Mattingly
- 1940 Arthur Evans
- 1941 Albert Gallatin
- 1943 Alfred R. Bellinger
- 1944 J. Grafton Milne
- 1945 Alberto F. Pradeau
- 1946 Max Bernhart
- 1947 Richard B. Whitehead
- 1948 John William Ernest Pearce
- 1949 George C. Miles
- 1950 Carol H. V. Sutherland
- 1952 Henri Seyrig
- 1953 Walter Hävernick
- 1954 Charles Theodore Seltman
- 1955 John Walker
- 1956 Jocelyn Toynbee
- 1957 Arthur Suhle
- 1958 Robert I. Nesmith
- 1959 Oscar Ulrich-Bansa
- 1960 Humberto R. Burzio
- 1961 Margaret Thompson
- 1962 Philip Grierson
- 1963 Jean Mazard
- 1964 Michael Grant
- 1965 Andreas Alföldi
- 1966 George Galster
- 1967 Willy Schwabacher
- 1968 Georges Le Rider
- 1969 Emanuela Nohejlová-Prátová
- 1970 Anne S. Robertson
- 1971 Paul Balog
- 1972 Hendrik Enno Van Gelder
- 1973 Christopher E. Blunt
- 1974 Jean Lafaurie
- 1975 Pierre Bastien
- 1976 Kenneth Jenkins
- 1977 Robert A. G. Carson
- 1978 Eric P. Newman
- 1979 Felipe Mateu y Llopis
- 1980 Colin M. Kraay
- 1981 Otto Mørkholm
- 1982 Michael Dolley
- 1983 Herbert A. Cahn
- 1984 Peter Berghaus
- 1985 Leo Mildenberg
- 1986 Paul Naster
- 1987 Parmeshwari Lal Gupta
- 1988 Brita Malmer
- 1989 Patrick Bruun
- 1991 David Michael Metcalf
- 1992 Peter Robert Franke
- 1993 Leandre Villaronga
- 1994 John P. C. Kent
- 1995 Cécile Morrisson
- 1996 Theodore V. Buttrey, Jr.
- 1997 Ulla Westermark
- 1998 Stanisław Suchodolski
- 1999 John S. Davenport
- 2000 Maria Radnoti-Alföldi
- 2001 Yaʿaḳov Meshorer
- 2002 Michael Crawford
- 2003 Stephen Album
- 2004 Michel Amandry
- 2005 Philip Mossman
- 2006 François de Callataÿ
- 2007 Andrew Burnett
- 2008 Joseph E. Cribb
- 2009 Bernd Kluge
- 2010 Christof Boehringer
- 2011 Richard G. Doty
- 2012 Ioannis Touratsoglou
- 2013 Olivier Picard
- 2014 John W. Adams
- 2015 Arthur Houghton
- 2016 Michael Alram
- 2017 Roger Bland
- 2018 John M. Kleeberg
- 2019 Oğuz Tekin
- 2020 Sydney Martin
- 2021 Sophia D. Kremydi
- 2022 Wolfgang Fischer-Bossert
- 2023 Ruth Pliego[1]